# ادوارد ال. کان
ادوارد ال. کان (انگلیسی: Edward L. Cahn؛ ‏ ۱۲ فوریهٔ ۱۸۹۹ – ۲۵ اوت ۱۹۶۳) کارگردان فیلم، تهیه‌کننده فیلم و تدوین‌گر اهل ایالات متحده آمریکا بود.
از فیلم‌هایی که وی در آن‌ها نقش داشته است، می‌توان به تماس اضطراری، کشتن تقدیر، مردی که می‌خندد و در جبهه غرب خبری نیست اشاره نمود.